# Charli D'Amelio
Charli Grace D'Amelio (* 1. května 2004) je americká internetová celebrita, tanečnice, zpěvačka a nejsledovanější osobnost na TikToku. Před působením na internetu se léta věnovala tanci.

## Dětství
Narodila se 1. května 2004 v Norwalku ve státě Connecticut. Matka Heidi je fotografka a bývalá modelka. Otec Marc je podnikatel a bývalý republikánský kandidát do Senátu. Má starší sestru Dixie, která se rovněž pohybuje na internetu.
S tancem začala ve třech letech. Skončila s ním v roce 2019 před zahájením kariéry na TikToku.
Dříve navštěvovala soukromou školu King School ve Stamfordu, ale po svém úspěchu na TikToku začala školu navštěvovat virtuálně.

## Kariéra

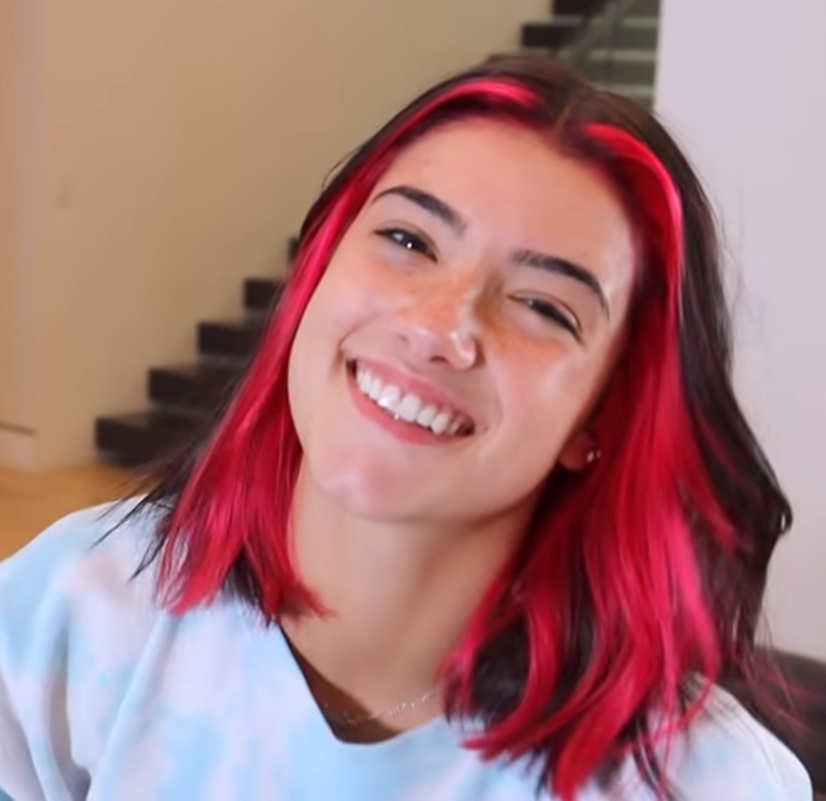
Charli D'Amelio v roce 2020

Na TikTok začala poprvé natáčet v květnu 2019. Její následující videa získala celosvětový úspěch. Nedokáže si svůj úspěch vysvětlit, ale pracuje na tom, aby ho pochopila. Natáčela především duety, tance a takzvaný lyp sinc.
Její popularita stále vzrůstala, a proto byla často zvána na předávání cen, gala večery a jiné společenské akce.
V listopadu 2020 se stala prvním člověkem, který na TikToku získal 100 milionů sledujících. Ve stejném roce vydala svoji knihu Essentially Charli: The Ultimate Guide to Keeping It Real.
V září 2021 měla vlastní pořad The D'Amelio Show. Později se objevila v pořadu Hype House od Netflixu. Objevila se i v epizodě seriálu Simpsonovi. Těmito výstupy se dostala do povědomí mainstreamových médií. V roce 2022 se účastnila pořadu Dancing with the Stars.
Pravidelně získává placené spolupráce se světovými značkami, jako jsou Prada, Dunkin' Donuts nebo Sony Music Entertainment.

## Kontroverze
V listopadu 2020 se svoji sestrou pořádala kuchařskou show Dinner with the D'Amelios. Během ní zesměšňovaly kuchaře, který pro ně vařil. Komunita je za toto chování kritizovala. Rovněž ztratila více než milion sledujících a bylo jí vyhrožováno smrtí.
Během pandemie covidu-19 v roce 2019 trávila, stejně jako jiné celebrity, dovolenou na Bahamách. Rovněž byla obviněna z nakupování sledujících. I za tyto činy byla lidmi kritizována.

## Osobní život
Trpí poruchou příjmu potravy. Kvůli svému tělu se celý život setkávala se šikanou.
Od prosince 2019 do dubna 2020 byla ve vztahu s influencerem Colem Chase Hudsonem. Od července 2022 do února 2024 byla ve vztahu s Landonem Barkerem.

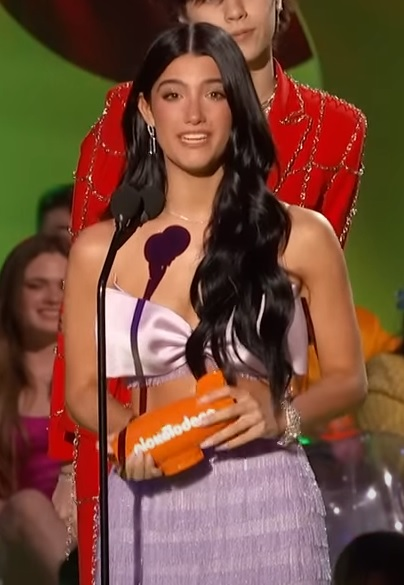
Charli D'Amelio v roce 2023

## Filmografie

### Filmy
| Rok  | Název                | Role   | Poznámky |
| ---- | -------------------- | ------ | -------- |
| 2020 | StarDog and TurboCat | Tinker | Dabing   |

### Videoklipy
| Rok  | Název               | Umělec                    |
| ---- | ------------------- | ------------------------- |
| 2020 | "Baby, I'm Jealous" | Bebe Rexha feat. Doja Cat |
| 2020 | "Pa' Ti + Lonely"   | Jennifer Lopez a Maluma   |
| 2022 | "If You Ask Me To"  | Sama                      |

## Diskografie

### Singly
- "If You Ask Me To" (2022)

## Ocenění a nominace
| Ocenění                | Rok  | Kategorie                          | Dílo           | Výsledek |
| ---------------------- | ---- | ---------------------------------- | -------------- | -------- |
| People's Choice Awards | 2020 | The Social Star of 2020            | Sama           | Nominace |
| People's Choice Awards | 2021 | The Social Star of 2021            | Sama           | Nominace |
| People's Choice Awards | 2022 | The Competition Contestant of 2022 | Sama           | Nominace |
| People's Choice Awards | 2022 | The Social Star of 2022            | Sama           | Nominace |
| Streamy Awards         | 2020 | Breakout Creator                   | Sama           | Výhra    |
| Streamy Awards         | 2020 | Creator of the Year                | Sama           | Nominace |
| Streamy Awards         | 2020 | Social Good Campaign               | #DistanceDance | Nominace |
| Streamy Awards         | 2021 | Creator of the Year                | Sama           | Nominace |
| Streamy Awards         | 2022 | Creator of the Year                | Sama           | Nominace |
| Streamy Awards         | 2022 | Lifestyle                          | Sama           | Výhra    |
| Streamy Awards         | 2023 | Creator of the Year                | Sama           | Nominace |
| Streamy Awards         | 2023 | Lifestyle                          | Sama           | Nominace |
| Kids' Choice Awards    | 2021 | Favorite Female Social Star        | Sama           | Výhra    |
| Kids' Choice Awards    | 2022 | Favorite Female Creator            | Sama           | Výhra    |
| Kids' Choice Awards    | 2023 | Favorite Female Creator            | Sama           | Výhra    |
| Kids' Choice Awards    | 2024 | Favorite Female Creator            | Sama           | Součást  |
| MTV Movie & TV Awards  | 2021 | Breakthrough Social Star           | Sama           | Nominace |
| MTV Millennial Awards  | 2021 | Global Creator                     | Sama           | Nominace |